# Sniper: Ghost Warrior
Sniper: Ghost Warrior (även känt som S: GW) är ett actionspel publicerat och utvecklat av det polska spelföretaget City Interactive. Det släpptes den 24 juni 2010 i Europa och den 29 juni i Nordamerika. I spelet tar man rollen som en amerikansk prickskytt. Spelet handlar om en specialtränad prickskyttsgrupp som skickas till ett fientligt territorium, i ett försök att hjälpa rebellerna på Isla Trueno, ett fiktivt latinamerikanskt land, i deras kamp mot den armé som störtade deras tidigare regering efter en stor statskupp. 
En uppföljare till spelet, med titeln Sniper: Ghost Warrior 2, släpptes under 2012.

## Handling
Spelaren tar rollen som tre karaktärer under spelets olika uppdrag, som var och en är en prickskytt. Under långvariga uppdrag och inom smyguppdrag tar man rollen som sergeant Tyler Wells. Man kan även spela som Delta Force-soldaten Anderson och en mexikansk rebellsoldat vid namn El Trejon. Handlingen i spelet kretsar kring ett vältränat specialförband som skickas in i det påhittade landet Isla Trueno, vars demokratiska regering har störtats av en ultranationalistisk fientlig styrka. Det är gruppens uppgift att utbilda och hjälpa rebellerna i regionen att slå tillbaka fienden genom att angripa dem under olika prickskytte- och närstridsuppdrag.

## Gameplay
Spelets banor varierar från mestadels djungelliknande områden med städer och bergsområden till fabriker och oljeplattformar. När man spelar som prickskytt måste man hållas dold från fiender och förflytta sig ljudlöst in på fiendens territorium. Om man blir upptäckt av fienden kommer man att avslöja sin position för fienden och man misslyckas med uppdraget. Spelaren kan dessutom använda taktisk utrustning för att distrahera närbelägna fiender, som exempelvis Claymore-minor, C-4-sprängmedel eller att utlösa explosioner genom att skjuta på explosiva föremål. 

## Multiplayer
I spelets flerspelarläge kan spelare köra antingen online eller via LAN för att spela med upp till tolv spelare i tre olika flerspelarlägen på sex spelkartor. 
De tre flerspelarlägena är Deathmatch, Team Deathmatch och VIP. VIP-läget påminner om spelläget King of the Hill, där "kungen" får ytterligare bonuspoäng om man dödar andra spelare i motståndarlaget. Spelare på motsatta sidan får bonuspoäng om man dödar ledarna i motståndarlaget. Den spelare som får fler bonuspoäng än kungen, kommer att ersätta honom.

## Prickskyttegevär
- AI AS50
- HK MSG90 A1
- KAC SR-25
- Dragunov